# Alvorge
Alvorge es una freguesia portuguesa del municipio de Ansião, con 37,72 km² de superficie. Su densidad de población es de 34,4 hab/km².